# The Elephant Riders
The Elephant Riders è un album dei Clutch pubblicato nel 1998.

## Tracce
1. The Elephant Riders - 3:50
2. Ship Of Gold - 4:22
3. Eight Times Over Miss October - 4:21
4. The Soapmakers 2:57
5. The Yeti - 4:59
6. Muchas Veces - 5:44
7. Green Buckets - 3:52
8. Wishbone - 3:43
9. Crackerjack - 5:10
10. The Dragonfly - 12:01 (Il brano "The Dragonfly" dura 6:20. Dopo 1 minuto e 15 secondi di silenzio, a 7:35 inizia la ghost track "05".)

## Formazione
- Neil Fallon - voce
- Tim Sult - chitarra
- Dan Maines - basso
- Jean-Paul Gaster - batteria